# Красавец-мужчина (фильм)
«Красавец-мужчина» — советский художественный музыкальный двухсерийный телефильм по мотивам одноимённой пьесы Александра Николаевича Островского.

## Сюжет
Аполлон Евгеньевич Окоёмов — помещик, красавец-мужчина, который живёт в счастливом браке в уездном городке Бряхимове. Будучи в Москве, он проигрался в карты и залез в долги. Окоёмов решил вскружить голову московской миллионерше Оболдуевой и тем самым поправить свои финансовые дела. Для того, чтобы претендовать на приданое Оболдуевой, Аполлон решает сразу развестись с женой. Развод он получит, только если уличит супругу в неверности. Влюблённая в мужа до беспамятства Зоя Васильевна согласна на такое унижение.

## В ролях
- Марина Неёлова — Зоя Васильевна Окоёмова
- Олег Табаков — Аполлон Евгеньевич Окоёмов, муж Зои Васильевны, красавец-мужчина
- Людмила Гурченко — Сусанна Сергеевна, молодая вдова (она же Матрёна Селиверстовна Оболдуева)
- Нина Ургант — Аполлинария Антоновна, родственница Зои Окоёмовой
- Лия Ахеджакова — Сосипатра Семёновна Лупачёва
- Михаил Козаков — Никандр Семёныч Лупачёв, богатый барин
- Лев Дуров — Фёдор Петрович Олешунин
- Пётр Щербаков — Наум Федотыч Лотохин, родственник Зои Окоёмовой и Сусанны
- Александр Абдулов — Пьер
- Виктор Семёнов — Жорж
- Владимир Пицек — Акимыч
- Юрий Авшаров — житель города
- Амаяк Акопян — житель города
- Юрий Васильев — эпизод

## Съёмочная группа
- Автор сценария: Маргарита Микаэлян
- Режиссёр: Маргарита Микаэлян
- Зам. директора картины: Ростислав Бобков
- Оператор: Юрий Схиртладзе
- Художник: Владимир Филиппов
- Композитор: Владимир Дашкевич
- Текст песен: Ю.Михайлов (Юлий Ким)